# 瑞松寺 (長野県木曽町)
瑞松寺（ずいしょうじ）は 長野県木曽郡木曽町開田高原末川にある臨済宗妙心寺派の寺院。山号は萬年山。

## 歴史

### 本堂・庫裡
開田村役場が所蔵していた寺院明細帳によると、万治3年(1660年)3月、木曽福島の興禅寺七世)の桂岳が、萬年山 随松菴として開創したと記されている。
桂岳は実際には随松菴には住しておらず、その後、興禅寺八世の周谷、興禅寺大仙、興禅寺九世の嶙山、興禅寺十世の南槐、興禅寺十一世の載道、興禅寺十二世の東隣が関与したとされるが、いづれも、随松菴には住していない。
「岐蘇古今沿革志」には、寛文4年(1664年)の開創と記されている。
明治12年9月の「信濃国西筑摩郡開田村役場寺院明細帳」には、万治2年(1659年)3月創立と記されており、三つの記録が不一致となっている。
このことについて、開田村誌の著者は、万治3年(1660年)は誤記であり、万治2年(1659年)に工事を着工し、寛文4年(1664年)に完成したのではないかとの私見を記している。
明和9年(1772年)3月から安永2年(1773年)にかけて、濃州武儀郡宇多院村にある陽光寺から来た大献宗拙が造立し再建したことを記した棟札と覚書が残っている。
大正5年(1916年)、十二世の敬栖全珪(伊藤全珪)は、木曽福島の久昌院の住持となった。
昭和27年(1952年)8月1日、瑞松寺に改号し、今日に至っている。

### 観音堂
観音堂は、元は、開田村の大屋にあったが、
元禄13年(1700年)12月12日、乞食たちが集まって宿にしていた時に火災によって焼失したために、
元禄16年(1703年)9月に陽蔵主が公儀に願い出て随松菴の境内に本尊の馬頭観世音菩薩を移して安置したと伝えられている。
この建物は元は全て一本のケヤキから造られたものであったが、後に修繕された際に、正面の梁などが他の木に替えられた。

### 境内
- 山門
- 本堂・庫裡
- 観音堂
- 墓地
- かつて地蔵峠滝上の岩壁にあった地蔵菩薩石像